# Problem geometryczny Karola Borsuka
Problem geometryczny Karola Borsuka dotyczy dzielenia zbiorów ograniczonych w przestrzeni euklidesowej na podzbiory o mniejszych średnicach.
Nietrudno w przestrzeni euklidesowej pokryć 3-wymiarową kulę czterema podzbiorami o średnicy mniejszej od średnicy kuli. Podobnie jest z kulą n-wymiarową i {\displaystyle n+1} podzbiorami. W roku 1933 Karol Borsuk pokazał, że {\displaystyle n} podzbiorów nie wystarczy. Postawił zatem następujące pytanie ogólne, dotyczące dowolnych zbiorów w przestrzeni euklidesowej, a nie tylko kul:
Czy każdy zbiór o średnicy 1, w przestrzeni euklidesowej wymiaru n, można rozbić na n+1 zbiorów o średnicach mniejszych od 1?
(Borsuk pyta o {\displaystyle n+1} zbiorów, gdyż, jak sam pokazał na przykładzie kuli, {\displaystyle n} nie wystarczy).
W roku 1945 Hugo Hadwiger opublikował swój wynik o pozytywnej odpowiedzi w szczególnym wypadku ograniczonych zbiorów wypukłych, których powierzchnia jest gładka (dopuszcza w każdym punkcie dokładnie jedną (n–1)-wymiarową płaszczyznę styczną). W roku 1971 A.S. Riesling pokazał, że hipoteza Borsuka zachodzi dla zbiorów centralnie symetrycznych, a C. A. Rogers, w tym samym roku, że dla każdego zbioru ograniczonego, który odwzorowywany jest w siebie przez symetrie n-wymiarowego sympleksu regularnego.
Pełną odpowiedź na pytanie Borsuka dla {\displaystyle n=3} uzyskał polski matematyk Julian Perkal w 1947 i Anglik H.G. Eggelston w 1955. Prostsze rozwiązania dla {\displaystyle n=3} podali w 1957 pracujący w USA izraelski geometra Branko Grünbaum i Węgier Aladár Heppes. Grünbaum dowolny przestrzenny zbiór o średnicy 1 zawarł w jedenastościanie, który otrzymuje się z foremnego ośmiościanu, o przeciwległych ścianach odległych o 1, poprzez ścięcie 3 „rogów” (stąd dodatkowe 3 kwadratowe ściany, w sumie {\displaystyle 8+3=11} ścian). Teraz wystarczy podzielić jedenastościan. Cztery części na które można podzielić jedenastościan (a więc i dany zbiór) mają średnice nie przekraczające:
{\displaystyle {\frac {6129030-93749{\sqrt {3}}}{1518{\sqrt {2}}}}\approx 0{,}989,}
a więc mniejszą od jeden. Przypuszczenie, że średnice części dadzą się zmniejszyć do:
{\displaystyle {\frac {3+{\sqrt {3}}}{6}}\approx 0{,}788}
nie zostało potwierdzone.
J. Kahn i G. Kalai pokazali w 1993, że dla wszystkich, dostatecznie dużych {\displaystyle n} odpowiedź na pytanie Borsuka jest negatywna. W szczególności jest ona negatywna dla {\displaystyle n=1325} oraz dla wszystkich {\displaystyle n>2014.} Z kolei Hinrichs i Richter udowodnili w roku 2003, że odpowiedź jest negatywna już dla {\displaystyle n>297}.
Wynik ten został poprawiony: w 2013 Andrej Bondarenko pokazał, że odpowiedź jest negatywna dla {\displaystyle n\geqslant 65}, zaś Thomas Jenrich jeszcze obniżył ograniczenie do 64.